# تاکاهاشی، اوکایاما
تاکاهاشی در استان اوکایاما در کشور ژاپن واقع شده‌است  که دارای جمعیت ۳۷٬۵۷۳ نفر و مساحت ۵۴۷٫۰۱ کیلومتر مربع با تراکم جمعیت ۶۸٫۷  نفر در کیلومترمربع است و در تاریخ ۱ مه ۱۹۵۴ به عنوان شهر شناخته شد.